# Seghebbia
Seghebbia (Seghebbia in dialetto comasco, AFI: [seˈɡɛbia]) è una frazione del comune italiano di Val Rezzo.

## Storia
Seghebbia è un piccolo centro abitato di antica origine, storicamente appartenuto alla pieve di Porlezza, parte del territorio milanese.
Nel 1786, nell'ambito della riforma delle circoscrizioni della Lombardia austriaca, Seghebbia fu assegnata alla provincia di Como, ritornando però già nel 1791 sotto quella di Milano. Nel 1799 aveva solo 55 abitanti.
In età napoleonica (1807) il comune di Seghebbia fu aggregato al limitrofo comune di Buggiolo, a sua volta soppresso e aggregato a Corrido nel 1812. Tutti i centri recuperarono l'autonomia nel 1816, in seguito all'istituzione del Regno Lombardo-Veneto. Nel 1853 aveva solo 75 abitanti.
All'unità d'Italia, anno 1861, Seghebbia contava 99 abitanti.
Il comune di Seghebbia coi suoi 136 abitanti venne soppresso nel 1928, e fuso al comune di Buggiolo, formando il nuovo comune di Rezzo Cavargna, successivamente ribattezzato Val Rezzo.